# Номограмма

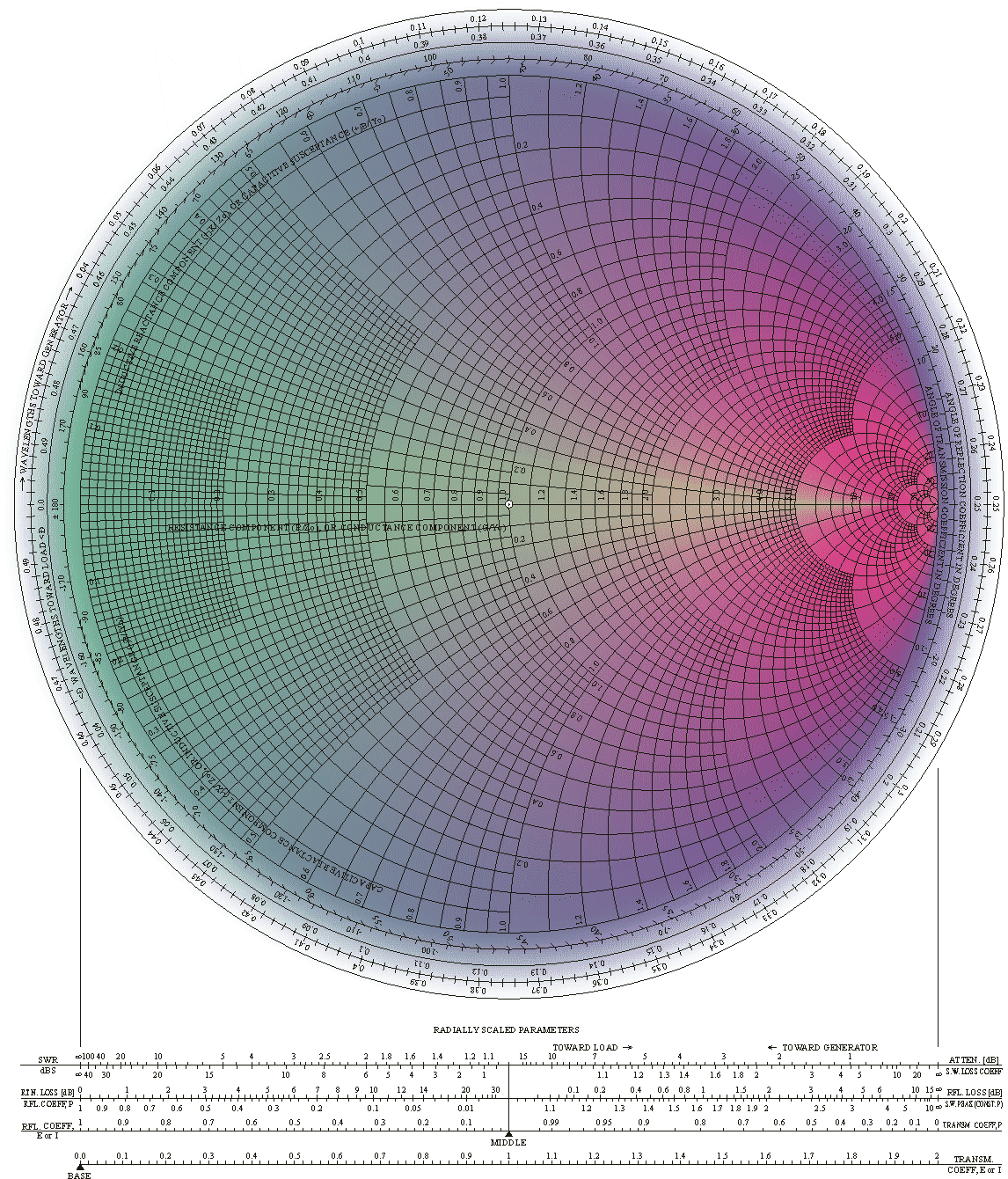
Диаграмма Вольперта-Смита

Номогра́мма (от др.-греч. νόμος — закон и γράμμα — письмо) — графическое представление функции от нескольких переменных, позволяющее с помощью простых геометрических операций (например, прикладывания линейки) исследовать функциональные зависимости без вычислений. Например, решать квадратное уравнение без применения формул.

## Номография
Геометрические изображения зависимостей между переменными, избавляющие от вычислений, известны давно. Разработка теории номографических построений началась в XIX веке. Первой была создана теория построения прямолинейных сетчатых номограмм французским математиком Л. Л. Лаланном (1843). Основания общей теории номографических построений дал М. Окань (1884—1891) — в его же работах впервые появился термин «номограмма», установленный для применения в 1890 году Международным математическим конгрессом в Париже. Первым в России в этой области работал Н. М. Герсеванов (1906—1908); затем — создавший советскую номографическую школу Н. А. Глаголев.

Номограмма из выровненных точек. Таблица умножения. В качестве примера показано умножение 6·8

Особенность номограмм заключается в том, что каждый чертёж изображает заданную область изменения переменных и каждое из значений переменных в этой области изображено на номограмме определённым геометрическим элементом (точкой или линией); изображения значения переменных, связанных функциональной зависимостью, находятся на номограмме в определённом соответствии, общем для номограмм одного и того же типа.
Номограммы различают по способу изображения значений переменных (точками или линиями) и по способу задания соответствия между изображениями переменных. Наиболее распространены следующие номограммы:
из выровненных точекДля уравнений с тремя переменными применяют три шкалы, которые построены так, что три точки, удовлетворяющие уравнению, лежат на одной прямой — отсюда и название типа номограммы. Именно с них началось развитие номографии — раздела математики, объединяющего теорию и практические методы построения номограмм.
сетчатыеДля построения сетчатых номограмм из прямых линий применяются функциональные сетки, простейшими из которых являются логарифмическая и полулогарифмическая. Кроме прямой линии могут применяться и другие так называемые разрешающие индексы номограммы: окружности (Годсель), произвольная кривая (Швердт), катеты чертёжного угольника (Сиглер) и т. д.
транспарантныеВ простейшем случае состоит из двух плоскостей — основной плоскости и транспаранта — с изображениями на них переменных. Транспарант часто делается из прозрачного материала. Пример транспарантной номограммы — логарифмическая линейка.
При построении сетчатых номограмм может быть поставлена дополнительная задача, анаморфоза: найти такое преобразование, при котором все три семейства линий номограммы обращаются в семейства прямых, что упрощает её вычерчивание.
Для уравнений со многими переменными применяются составные номограммы, состоящие из номограмм, связанных общими шкалами или семействами линий.

## Примеры

### Сопротивление при параллельном включении / тонкие линзы

Номограмма вычисления электрического сопротивления при параллельном включении

Номограмма на рисунке позволяет вычислить
{\displaystyle {\frac {1}{1/A+1/B}}.}
Номограмма интересна тем, что позволяет осуществить полезные нелинейные вычисления с помощью прямой линии при линейно градуированных шкалах.
A и B отмеряются на горизонтальной и вертикальной шкалах, а результат считывается с диагональной шкалы. Будучи пропорциональной среднему гармоническому чисел A и B, формула имеет несколько приложений. Например, сопротивление соединённых параллельно проводников в электрических сетях и уравнение тонких линз в оптике.
На рисунке красная линия показывает, что при параллельном соединении сопротивлений 56 и 42 ом сопротивление цепи составит 24 ома. Номограмма также показывает, что объект на расстоянии 56 см от линзы с фокусным расстоянием 24 см образует оптическое изображение на расстоянии 42 см.

### Номограмма вычисления критерия хи-квадрат

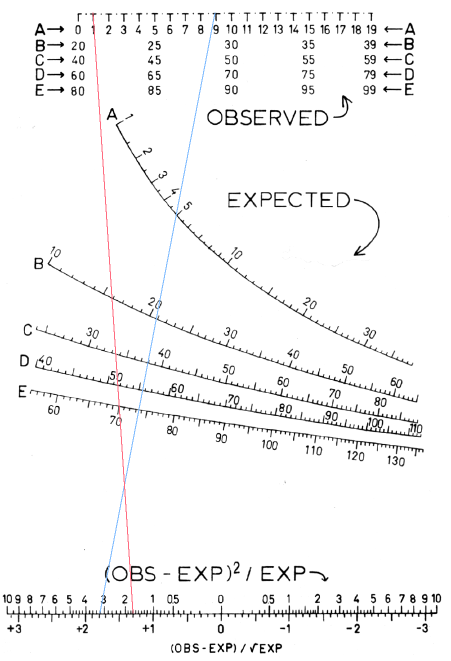
Номограмма распределения χ^{2}

Номограмму на рисунке можно использовать для приближённого вычисления некоторых величин, которые нужны для вычисления хорошо известного критерия согласия Пирсона. Эта номограмма показывает применение кривых шкал с нелинейной градуировкой.
Соответствующее выражение:
{\displaystyle {\frac {({\text{observed}}-{\text{expected}})^{2}}{\text{expected}}}.}
Шкала сверху соответствует пяти различным интервалам наблюдаемых значений — A, B, C, D и E. Наблюдаемое значение ищется среди этих значений и выбирается метка над ним. Затем на соответствующих кривых шкалах выбирается ожидаемое значение. Например, для наблюдаемого значения 9 выбирается метка над числом 9 в интервале A, а кривая шкала A используется для ожидаемого значения. Для наблюдаемого значения 81 будет использована метка над 81 в интервале E и кривая шкала E для ожидаемого значения. Это позволяет несколько номограмм вместить в одну диаграмму.
На рисунке синяя линия показывает вычисление
(9 − 5)2/ 5 = 3,2,
а красная — вычисление
(81 − 70)2 / 70 = 1,7.
Для проведения теста часто используется поправка Йейтса — просто вычитается 0,5 из наблюдаемых значений. Номограмма для критерия с поправкой Йетса может быть построена просто сдвигом каждой шкалы «наблюдений» на половинку единицы влево, так что вместо 1,0, 2,0, 3,0, … появятся значения 0,5, 1,5, 2,5, ….